# Каролайн Линдън
Фийби Белсей (на английски: Phoebe F. Belsley) е американска писателка на произведения в исторически и съвременен любовен роман и романтичен трилър. Пише под псевдонима Каролайн Линдън (на английски: Caroline Linden).

## Биография и творчество
Фийби Белсей е родена 10 май 1972 г. в САЩ. Израства в семейство на военен от Военновъздушните сили на САЩ. От малка е запален читател на романтична литература. Получава бакалавърска степен по математика от Харвардския университет. Работи от 1994 г. като програмист в сектора на финансовите услуги в Корал Гейбълз.
Среща съпруга си в университета и заедно работят във Флорида. След като имат две деца се завръщат през 2000 г. в Бостън, а децата стават три. Четейки им детски книжки сама започва да пише. В продължение на пет години изготвя три ръкописа. Първият ѝ исторически любовен роман „What a Woman Needs“ е публикуван през 2005 г.
През 2010 г. е удостоена с наградата „Дафни дю Морие“ за историческия си любовен трилър „You Only Love Once“.
През 2011 г. е издаден романа ѝ „I Love the Earl“, предистория на поредицата ѝ „Истината за херцога“. Той е удостоен с престижната награда РИТА за най-добър любовен роман, като е първата електронна книга удостоена с тази награда.
Произведенията на писателката са преведени на 17 езика по света. Номинирана е за наградата РИТА шест пъти.
Фийби Белсей живее със семейството си в Нютън.

## Произведения

### Самостоятелни романи
- What a Woman Needs (2005)
- A View to a Kiss (2009)
- For Your Arms Only (2009)
- You Only Love Once (2010) – награда „Дафни дю Морие“

### Серия „Семейство Рийс“ (Reece Family)
1. What a Gentleman Wants (2006)
2. What A Rogue Desires (2007)
3. A Rake's Guide to Seduction (2008)

### Серия „Истината за херцога“ (Truth About the Duke)
1. I Love the Earl (2011) – предистория, награда РИТА
2. One Night in London (2011)
Една нощ в Лондон, изд.: „СББ Медиа“, София (2015), прев. Ивайла Божанова
3. Blame It on Bath (2012)
Изкушение в Бат, изд.: „СББ Медиа“, София (2016), прев. Татяна Виронова
4. The Way to a Duke's Heart (2012)
Да покориш херцог, изд.: „СББ Медиа АД“, София (2017), прев. Ивайла Русева Божанова

### Серия „Скандали“ (Scandals)
1. Love and Other Scandals (2013)
Скандална любов, изд.: „СББ Медиа“, София (2017), прев.
2. It Takes a Scandal (2014)
Цената на един скандал, изд.: „СББ Медиа“, София (2016), прев. Валентина Рашева-Джейвънс
3. All's Fair in Love and Scandal (2015)
Скандален залог, изд.: „СББ Медиа“, София (2017), прев. Ивайла Божанова
4. Love in the Time of Scandal (2015)
Любов по време на скандал, изд.: „СББ Медиа“, София (2016), прев. Ивайла Божанова
5. Six Degrees of Scandal (2016))
Още по-скандално, изд.: „СББ Медиа“, София (2017), прев. Ивайла Божанова
6. A Study in Scandal (2016)
Скандални уроци, изд.: „СББ Медиа“, София (2016), прев. Ивайла Божанова
7. The Secret of My Seduction (2017)

### Сборници
- The Mammoth Book of Regency Romance (2010) – с Анна Кембъл, Каролин Джуъл, Ванеса Кели, Лотарингия Хийт, Барбара Мецгер, Елизабет Бойл, Дебора Рейли, и др.
- „A Fashionable Affair“ в „Dressed to Kiss“ (2016) – с Меган Фрамптън, Маделин Хънтър и Mирета Робинс

### Новели
- Like None Other (2011)
- When I Met My Duchess (2014)
- Written in my Heart (2014)
- Will You Be My Wi-Fi? (2015)